# Siniscalchi (cognome)
Siniscalchi è un cognome di lingua italiana.

## Varianti
Siniscalco, Sinisgalli.

## Origine e diffusione
Cognome tipicamente meridionale, è presente prevalentemente nel napoletano.
Potrebbe derivare dal nome di una mansione medioevale, dal tardo latino seniscalcus, dal gotico siniscalch, da sini, "anziano", e skalks, "servo".
La variante Sinisgalli è centro-meridionale.

## Persone
- Alfredo Siniscalchi (1885-1954) – funzionario italiano
- Luigi Siniscalchi (1971) – fumettista italiano
- Sabina Siniscalchi (1952) – politica italiana
- Vincenzo Siniscalchi (1931-2024) – avvocato e politico italiano